# Ophion geyri
Ophion geyri är en stekelart som beskrevs av Heinrich Habermehl 1921.
Ophion geyri ingår i släktet Ophion och familjen brokparasitsteklar. Utöver nominatformen finns också underarten Ophion geyri pictus.